# Идас
Идас (на старогръцки: Ίδας) в древногръцката митология е син на Афарей и Арена и брат на Линкей.
Той и Линкей обичали Хилаира и Фойба, дъщерите на Левкип, цар на Месения, и се борили със съперниците си за техните сърца – Кастор и Полидевк, като убили смъртния брат, Кастор. Идас е и един от Аргонавтите и участник в лова на Калидонския глиган. Той отвлича Марпеса. Идас има 1 дъщеря на име Клеопатра.
В Библиотеката на Аполодор той е смятан също за син на Посейдон.